# Mizukami Tsutomu

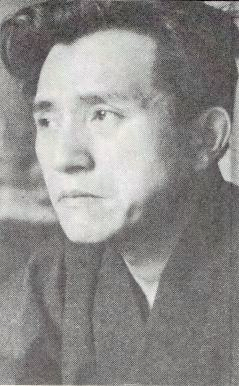
Mizukami Tsutomu, 1963

Mizukami Tsutomu (jap. 水上 勉, als Pseudonym die Lesung Minakami Tsutomu; * 8. März 1919 in der Präfektur Fukui; † 8. September 2004 in Wakasa, Präfektur Fukui) war ein japanischer Schriftsteller. Er schrieb Erzählungen, Kriminalgeschichten, Biografien und Theaterstücke.

## Leben
Mizukami wurde als zweiter von 5 Söhnen eines Tischlers in der Präfektur Fukui geboren. Er studierte an der Ritsumeikan-Universität japanische Literatur, schloss das Studium aus finanziellen und gesundheitlichen Gründen jedoch nicht ab. Nach dem Zweiten Weltkrieg wurde Uno Kōji (宇野浩二) sein Mentor. 1952 veröffentlichte er sein autobiografisches Werk Furaipan no uta, das ein Bestseller wurde. Für nahezu eine Dekade veröffentlichte Mizukami keine Schriften. 1960 nahm er mit Umi no kiba, das von der Minamata-Krankheit handelt, seine schriftstellerische Karriere als Krimiautor wieder auf.
1975 erhielt Mizukami den Tanizaki-Jun’ichirō-Preis für Ikkyū (一休), eine Biografie vom Zen-Meister Ikkyū Sōjun.

## Preis und Auszeichnungen
- 1961: 45. Naoki-Preis für Gan no tera (雁の寺)
- 1961: 14. Preis des Klubs japanischer Detektivautoren (日本探偵作家クラブ賞, Nihon tantei sakka kurabu shō) für Umi no kiba (海の牙)
- 1964: 4. Leserpreis der Literaturzeitschrift Fujin Kōron (婦人公論読者賞, Fujin kōron dokusha shō) für Kuruma isu no uta (くるま椅子のうた)
- 1965: 27. Leserpreis der Literaturzeitschrift Bungei Shunjū (文藝春秋読者賞, Bungei shunjū dokusha shō) für Shiro (城)
- 1971: 19. Kikuchi-Kan-Preis für Uno Kōji-den (宇野浩二伝)
- 1973: 7. Yoshikawa-Eiji-Literaturpreis für Hokkoku no onna no monogatari (北国の女の物語) und für Heisotsu no hige (兵卒の鬚)
- 1974: 11. Tanizaki-Jun’ichirō-Preis für Ikkyū (一休)
- 1977: 4. Kawabata-Yasunari-Literaturpreis für Teradomari (寺泊)
- 1983: 25. Mainichi-Kunstpreis für Ryōkan (良寛)
- 1992: 8. Tōkyōter Kulturpreis
- 1998: Ernennung zur Person mit besonderen kulturellen Verdiensten

## Werke (Auswahl)
- 1948 Furaipan no uta (フライパンの歌)
- 1962 Oriento no tō (オリエントの塔),
- 1962 Kiga kaikyō (飢餓海峡), verfilmt von Uchida Tomu
- 1970 Ryogan no ki (旅雁の記)
- 1975 Ikkyū (一休)
- 1975 Iteru niwa (凍てる庭)
- 1977 Teradomari (寺泊, A Temple Stay)
- 1979 Katakage no michi: watakushi no Shōwa-shi (片陰の道 私の昭和史)
- 1979 Kinkaku enjō (金閣炎上)
- 1979 Mizu no gensō: gendai no zuiso (水の幻想 現代の随想)
- 1982 Take no seirei (竹の精霊)
- 1983 Sengoku kassenzu (戦国合戦図)
- 1984 Toritachi no yoru (鳥たちの夜)
- 1984 Hito no yo wa nasake no kashi kari (人の世は情けの貸し借り)
- 1984 Ishi yo nake (石よ哭け)
- 1984 Juge shōyo (樹下逍遙)
- 1986 Haha (母)
- 1987 Ikiru hi shinu hi (生きる日死ぬ日)
- 1988 Koteki (湖笛)
- 1988 Zen to wa nani ka: sore wa Daruma kara hajimatta (禪とは何か それは達磨から始まった)
- 1988 Haai: Setsumon Genshō no shōgai (破鞋 雪門玄松の生涯)
- 1990 Inochi no chiisana koe o kike (いのちの小さな声を聴け), mit  Haitani Kenjirō
- 1990 Yama no kure ni (山の暮れに)
- 1991 Zaisho no sakura (在所の桜)
- 1991 Tanizaki Sensei no shokan: aru shuppansha shachō e no tegami o yomu (谷崎先生の書簡 ある出版社社長への手紙を読む)
- 1994 Daigo no sakura (醍醐の櫻)
- 1995 Seifuki (清富記)
- 1995 Waga betsuji: michibikareta hibi (わが別辞 導かれた日々)
- 1997 Bundan hōrō (文壇放浪)

## Werke in deutscher Übersetzung
- Mizukami Tsutomu: Im Tempel der Wildgänse (1961, 雁の寺, Gan no tera). Aus dem Japanischen von Verena Werner mit einem Nachwort von Eduard Klopfenstein. bebra-Verlag. Berlin 2008, ISBN 978-3-86124-904-7.
- Minakami Tsutomu: Winter-Kaki (1969, 冬柿, Fuyugaki). Aus dem Japanischen von Eduard Klopfenstein. In: Mondscheintropfen. Japanische Erzählungen 1940–1990. Ausgewählt und mit einem Nachwort von Eduard Klopfenstein. Theseus Verlag. Zürich 1993, ISBN 3-85936-061-2. S. 61–74.